# Balón de Oro (México)
El Balón de Oro es un premio que otorga la Federación Mexicana de Fútbol para destacar a lo mejor del fútbol mexicano cada torneo. Previamente llamado Citlalli (del náhuatl: Citlalli ‘Estrella’), su nombre fue cambiado a partir del torneo Clausura 2003 y es otorgado tanto a equipos como a individuos, divididos por categorías previamente definidas. Además de algunas categorías que obtienen premios automáticamente tales como campeón goleador; los ganadores y candidatos a premios de elección, son seleccionados a votación por jugadores de todos los equipos de la Primera División. Tradicionalmente la entrega del Citlalli se realizaba en los días posteriores a la disputa del Campeón de Campeones, duelo que cerraba formalmente la temporada del fútbol mexicano; aunque actualmente se realiza un día antes de este partido.
La primera entrega del Citlalli se realizó al concluir la temporada 1974-75, y fueron creados a propuesta del directivo Ramón Martínez. Solo se suspendieron durante los torneos cortos de liga previos a la Copa del Mundo de 1986: PRODE 1985 y México 1986. También se cancelaron para la temporada 2001-02 por cuestiones de calendario y planeación, para finalmente anunciar su desaparición por parte del vicepresidente de la Rama de Primera División, Víctor Garces, el 18 de septiembre de 2002. El 30 de marzo del año siguiente hubo una breve ceremonia en la que se hizo mención a los equipos más destacados en distintas categorías, pero no se entregaron premios, ni reconocimientos individuales. La renovación en el seno de la FMF dio paso al Balón de Oro, que surgiera como iniciativa de la marca de pinturas Comex, patrocinador principal en ese momento de la Primera División. La primera entrega de estos fue el 13 de octubre de 2003.
En total se han realizado 57 ceremonias de entrega de premios (1974-2025) a lo mejor del fútbol de Primera División de México, considerando que con el inicio de los torneos cortos en 1996, la primera comprendió de manera unificada lo realizado en toda la temporada 1996-97. A partir de la temporada 1997-98 y hasta 2008-09 (salvo en 2003-04 y 2004-05 que se entregó en conjunto), en la misma ceremonia se realizó la premiación a lo mejor de cada uno de los torneos cortos que integran el ciclo futbolístico. Desde Apertura 2009 hasta el Clausura 2012 se realizaba cada seis meses, para suspenderse por 4 años y reanudarse en 2015-16, realizados actualmente cada fin de temporada en territorio estadounidense.

## Categorías
Son nueve las categorías que siempre han estado presente en la premiación, con dos particularidades:
- Jugador
- Portero
- Delantero
- Entrenador
- Campeón de goleo
- Defensa central
- Defensa lateral
  - La posición de "defensa", estuvo como categoría única en la edición de 1974-75, para después dividirse en Defensa lateral y Defensa central de 1975-76 a 1980-81, de 1994-95 a 1997-98, de 2000-01 al Clausura 2012 y desde 2018-19.
- Mediocampista ofensivo
- Mediocampista defensivo
  - La posición de "mediocampista" estuvo como categoría única en la edición de 1974-75, para después dividirse en Medio ofensivo y Medio defensivo de 1975-76 a 1980-81, de 1994-95 a 1997-98 y desde 2000-01.

Las otras categorías vigentes son:
- Novato (Solo estuvo ausente en 1980-81).
- Gol (A partir de 2015-16).
- Goleador de la temporada (Desde 2020-21; distinto al galardón del campeón de goleo semestral, pues este contempla todo el ciclo futbolístico).
- Equipo de la temporada (Desde 2023-24; diferente al premio del líder general del semestre, pues este considera toda la temporada anual).
- Mejor jugador de la Liga de Expansión (A partir de 2021-22).
- Mejor jugadora de la Liga Femenil (A partir de 2021-22).
- Mejor entrenador de la Liga Femenil (A partir de 2021-22).
- Mejor portera de la Liga Femenil (A partir de 2021-22).

Estas son las categorías no vigentes:
- Comportamiento o Jugador Fair Play (De 1974-75 a 1977-78, de 1979-80 a 1983-84, en 1986-87 y de Apertura 2006 a Clausura 2009).
- Extremo (De 1975-76 a 1980-81 y de Apertura 2002 a Clausura 2006).
- Médico (Solo se entregó en 2003-04)
- Directivo (Solo se entregó en 2006-07)
- Superlíder de la temporada (Concedido al equipo que sumara más puntos en los dos torneos; solo se entregó en la 2004-05)
- Ofensiva (Solo se entregó en 2004-05)
- Defensiva (Solo se entregó en 2004-05)
- Árbitro (Hasta el Clausura 2012)
- Líder general (Hasta el Clausura 2012)
- Preparador físico (Hasta el Clausura 2012, únicamente no se entregó para el Verano 2000)
- Equipo Fair Play (En 2004-05; de Apertura 2009 a Clausura 2012 y en 2015-16)
- Atajada (Solo se entregó en 2015-16)
- Siente tu Liga (Sólo se entregó en 2015-16 y 2016-17)
- Responsabilidad social (Sólo se entregó en 2016-17)

La ceremonia del Premio Citlalli y la del Balón de Oro servían de igual manera, como acto oficial para la entrega del trofeo y reconocimiento de los siguientes conjuntos:
- Campeón de Liga
- Campeón de Copa (en 1974-75 y 1975-76; de 1987-88 a 1991-92 y de 1994-95 a 1996-97)
- Campeón de Campeones (en 1974-75 y 1975-76; en 1987-88 y 1988-89)
  - Los subcampeones de Liga y Copa
- Los Campeones de los Torneos de Fuerzas Básicas, Sub-15, Sub-17 y Sub-20

También se han entregado distintos premios y reconocimientos especiales por trayectoria o logros a personalidades del ámbito directivo, periodístico, arbitral o jugadores leyendas ya sea vivos o fallecidos a manera de homenaje póstumo.

## Polémicas o controversias
- En la temporada 1992-93 se entregó el premio de Mejor portero a Jorge Campos, en un torneo en el que solo jugó tres encuentros en esa posición, ya que la mayor parte de sus actuaciones fueron como delantero.[3]

- Aunque normalmente, el trofeo de Mejor entrenador corresponde al Director Técnico del equipo campeón, en nueve ocasiones no ocurrió:
  - En 1975-76 Raúl Cárdenas quedó relegado ante Antonio Carbajal que llegó a semifinales con Unión de Curtidores.
  - 1982-83 y 1989-90, Manuel Lapuente perdió el galardón ante el DT subcampeón Alberto Guerra.
  - Mario Velarde se llevó el trofeo en 1983-84 (semifinalista) y 1984-85 (subcampeón y líder general) en detrimento de Carlos Reinoso y Miguel Ángel López los dos del bicampeón América
  - En Apertura 2002 lo obtuvo Miguel Herrera que con Atlante no calificó a la liguilla.
  - En Clausura 2008, Efraín Flores (líder general) se impuso sobre el campeón Daniel Guzmán.
  - En 2015-16, Antonio Mohamed (subcampeón y líder del Clausura 2016) se impuso sobre el campeón del Apertura 2015, Ricardo Ferretti.
  - En 2018-19, Ignacio Ambriz (subcampeón y líder del Clausura 2019) lo obtuvo por encima de los técnicos campeones de la temporada, Miguel Herrera y Ricardo Ferretti

- Hubo novatos que en realidad no lo eran, como Alberto Coyote y José Juan Hernández que recibieron esa distinción en 1991-92 y 1992-93, cuando ya habían rebasado los 24 años.

- No fueron escasas las ocasiones en las que un futbolista que estando nominado en la terna, no ganó el trofeo al mejor en su posición y sin embargo fue elegido el mejor jugador de esa temporada; como le ocurrió a Antonio Carlos Santos en 1987-88, Patricio Hernández en 1988-89, Jorge Aravena en 1989-90 y Lucas Lobos en Clausura 2011. No fueron los mejores en su posición pero si los mejores jugadores del torneo.

- En 1998 al juntarse las entregas de Invierno 1997 y Verano 1998, Fabián Estay recibió por partida doble el premio a Mejor jugador a pesar de no calificar a la liguilla en el primer torneo.

- La relación entre el premio al Mejor delantero y el de Campeón de goleo es prácticamente directa, salvo en los casos de empate en el segundo. Sin embargo en 13 ocasiones el máximo goleador del torneo no fue reconocido como el mejor delantero:
  - Eduardo De la Torre, séptimo del goleo individual en 1986-87 paso sobre José Luis Salazar goleador con UAG.
  - Octavio Mora quinto en el torneo 1987-88, 6 goles abajo de Luis Flores el máximo artillero del torneo.
  - La mayor polémica se suscitó en 1993-94, cuando el campeón Carlos Hermosillo con 27 goles se vio superado por Osmar Donizette autor de solo 9 goles.
  - La entrega de 1997-98 fue conjunta, y a pesar de haber dos campeones de goleo, Luis García (Inv. 97) y José Cardozo (Ver. 98), los dos premios de mejor delantero se los llevó Cardozo.
  - De la misma forma en Verano 2000, Cardozo se llevó el premio a pesar de no figurar entre los 3 campeones de goleo de ese certamen.
  - La historia fue al contrario para el mismo Cardozo monarca de goleo del Clausura 2003, que perdió ante el subcampeón Sebastián González.
  - Omar Bravo no figuró entre los máximos goleadores ni en la temporada general, ni en los dos torneos cortos por separado y aun así se llevó el premio absoluto al mejor delantero de la 2004-05, en perjuicio de Guillermo Franco y Matías Vouso campeones de los dos eventos semestrales.
  - Misma situación para Cuauhtémoc Blanco en Apertura 2005 que no estuvo entre los 4 campeones de goleo, Francisco Fonseca en Clausura 2006 que tampoco fue uno de los 2 campeones de ese torneo y para Omar Bravo en Apertura 2006.
  - Salvador Cabañas siendo subcampeón de goleo superó en las votaciones a Humberto Suazo en Clausura 2008.
  - Después Suazo arrebataría el premio al goleador del Apertura 2010, Christian Benítez.
  - El caso del Clausura 2011 es diferente, Rafael Márquez Lugo fue el mejor delantero, porque el campeón de goleo Ángel Reyna jugaba de medio ofensivo, posición en la que el americanista obtuvo el galardón correspondiente..
  - Oribe Peralta se ganó el premio al mejor delantero de Apertura 2011 y Clausura 2012 sin superar en el goleo individual a ninguno de los campeones de goleo, que fueron el bicampeón Iván Alonso y Christian Benítez.
- Eustacio Rizo se obtuvo el galardón a mejor novato a pesar de solo haber jugado 9 de los 44 partidos que jugó su equipo entre liga y liguilla en 1993-94.
- Oswaldo Sánchez en Apertura 2005 y Walter Gaitán en Clausura 2006 ganaron el premio a Mejor jugador, a pesar de que ninguno de los dos calificó a la liguilla respectiva de cada torneo.[4]

## Historial

### 1974-1980
| Temporada | Categoría         | Ganador                         | Club             |
| --------- | ----------------- | ------------------------------- | ---------------- |
| 1974-75   | Jugador           | Ítalo Estupiñán                 | Toluca           |
| 1974-75   | Portero           | Miguel Marín                    | Cruz Azul        |
| 1974-75   | Defensa           | Eduardo Ramos                   | Toluca           |
| 1974-75   | Medio             | Benito Pardo                    | Atlético Español |
| 1974-75   | Delantero         | Horacio López Salgado           | Cruz Azul        |
| 1974-75   | Entrenador        | Ricardo De León                 | Toluca           |
| 1974-75   | Novato            | Luis Manuel Torres              | Toluca           |
| 1974-75   | Preparador físico | Víctor Manuel Acevedo           | Toluca           |
| 1974-75   | Comportamiento    | Antonio de la Torre Villalpando | América          |
| 1974-75   | Campeón de goleo  | Horacio López Salgado           | Cruz Azul        |
| 1974-75   | Líder general     |                                 | León             |
| 1974-75   | Árbitro           | Enrique Mendoza Guillén         |                  |

| Temporada | Categoría         | Ganador                         | Club                |
| --------- | ----------------- | ------------------------------- | ------------------- |
| 1975-76   | Jugador           | Rafael Chávez Rodríguez         | León                |
| 1975-76   | Portero           | Ignacio Calderón                | U de G              |
| 1975-76   | Defensa central   | Javier Sánchez Galindo          | América             |
| 1975-76   | Defensa lateral   | Manuel Nájera                   | U de G              |
| 1975-76   | Medio ofensivo    | Rafael Chávez Rodríguez         | León                |
| 1975-76   | Medio defensivo   | Antonio de la Torre Villalpando | América             |
| 1975-76   | Delantero         | Cabinho                         | UNAM                |
| 1975-76   | Extremo           | Leonardo Cuéllar                | UNAM                |
| 1975-76   | Novato            | Javier García López             | América             |
| 1975-76   | Entrenador        | Antonio Carbajal                | Unión de Curtidores |
| 1975-76   | Preparador físico | Pedro Nájera                    | América             |
| 1975-76   | Comportamiento    | Leonardo Cuéllar                | UNAM                |
| 1975-76   | Campeón de goleo  | Cabinho                         | UNAM                |
| 1975-76   | Líder general     |                                 | América             |
| 1975-76   | Árbitro           | Mario Rubio Vázquez             |                     |

| Temporada | Categoría         | Ganador                | Club     |
| --------- | ----------------- | ---------------------- | -------- |
| 1976-77   | Jugador           | Cabinho                | UNAM     |
| 1976-77   | Portero           | Pilar Reyes            | San Luis |
| 1976-77   | Defensa central   | Roberto da Silva       | U de G   |
| 1976-77   | Defensa lateral   | Arturo Vázquez Ayala   | UNAM     |
| 1976-77   | Medio ofensivo    | Manuel Guillén         | U de G   |
| 1976-77   | Medio defensivo   | José Luis Real         | Atlas    |
| 1976-77   | Delantero         | Cabinho                | UNAM     |
| 1976-77   | Extremo           | Bernardino García      | U de G   |
| 1976-77   | Novato            | Pilar Reyes            | San Luis |
| 1976-77   | Entrenador        | Jorge Marik            | UNAM     |
| 1976-77   | Preparador físico | Pedro Nájera           | América  |
| 1976-77   | Comportamiento    | Leonardo Cuéllar       | UNAM     |
| 1976-77   | Campeón de goleo  | Cabinho                | UNAM     |
| 1976-77   | Líder general     |                        | UNAM     |
| 1976-77   | Árbitro           | Marco Antonio Dorantes |          |

| Temporada | Categoría         | Ganador                 | Club      |
| --------- | ----------------- | ----------------------- | --------- |
| 1977-78   | Jugador           | Cabinho                 | UNAM      |
| 1977-78   | Portero           | Pilar Reyes             | Tigres    |
| 1977-78   | Defensa central   | Eduardo Ramos           | Toluca    |
| 1977-78   | Defensa lateral   | Arturo Vázquez Ayala    | UNAM      |
| 1977-78   | Medio ofensivo    | Enrique López Zarza     | UNAM      |
| 1977-78   | Medio defensivo   | Guillermo Mendizábal    | Cruz Azul |
| 1977-78   | Extremo           | Hugo Sánchez            | UNAM      |
| 1977-78   | Delantero         | Cabinho                 | UNAM      |
| 1977-78   | Entrenador        | Carlos Miloc            | Tigres    |
| 1977-78   | Novato            | Enrique López Zarza     | UNAM      |
| 1977-78   | Preparador físico | Pedro Nájera            | América   |
| 1977-78   | Comportamiento    | Leonardo Cuéllar        | UNAM      |
| 1977-78   | Campeón de goleo  | Cabinho                 | UNAM      |
| 1977-78   | Líder general     |                         | América   |
| 1977-78   | Árbitro           | Enrique Mendoza Guillén |           |

| Temporada | Categoría         | Ganador                            | Club             |
| --------- | ----------------- | ---------------------------------- | ---------------- |
| 1978-79   | Jugador           | Hugo Sánchez                       | UNAM             |
| 1978-79   | Portero           | Miguel Marín                       | Cruz Azul        |
| 1978-79   | Defensa central   | Osvaldo Batocletti                 | Tigres           |
| 1978-79   | Defensa lateral   | Ignacio Flores                     | Cruz Azul        |
| 1978-79   | Medio ofensivo    | Tomás Boy                          | Tigres           |
| 1978-79   | Medio defensivo   | Guillermo Mendizábal               | Cruz Azul        |
| 1978-79   | Extremo           | Hugo Sánchez                       | UNAM             |
| 1978-79   | Delantero         | Cabinho                            | UNAM             |
| 1978-79   | Novato            | Sergio Rubio José Guadalupe Ibarra | Cruz Azul Toluca |
| 1978-79   | Entrenador        | Ignacio Trelles                    | Cruz Azul        |
| 1978-79   | Preparador físico | Rubén Maturano                     | Cruz Azul        |
| 1978-79   | Campeón de goleo  | Cabinho Hugo Sánchez               | UNAM             |
| 1978-79   | Líder general     |                                    | Cruz Azul        |
| 1978-79   | Árbitro           | Enrique Mendoza Guillén            |                  |

| Temporada | Categoría         | Ganador                 | Club        |
| --------- | ----------------- | ----------------------- | ----------- |
| 1979-80   | Jugador           | Miguel Marín            | Cruz Azul   |
| 1979-80   | Portero           | Miguel Marín            | Cruz Azul   |
| 1979-80   | Defensa lateral   | Ignacio Flores          | Cruz Azul   |
| 1979-80   | Defensa central   | Miguel Ángel Cornero    | Cruz Azul   |
| 1979-80   | Medio ofensivo    | Mario Hernández         | Zacatepec   |
| 1979-80   | Medio defensivo   | Carlos Jara Saguier     | Cruz Azul   |
| 1979-80   | Extremo           | Gerónimo Barbadillo     | Tigres      |
| 1979-80   | Delantero         | Cabinho                 | Atlante     |
| 1979-80   | Novato            | Javier Ledesma          | Guadalajara |
| 1979-80   | Comportamiento    | Adrián Camacho          | Cruz Azul   |
| 1979-80   | Entrenador        | Ignacio Trelles         | Cruz Azul   |
| 1979-80   | Preparador físico | Rubén Maturano          | Cruz Azul   |
| 1979-80   | Campeón de goleo  | Cabinho                 | Atlante     |
| 1979-80   | Líder general     |                         | América     |
| 1979-80   | Árbitro           | Enrique Mendoza Guillén |             |

### 1980-1990
| Temporada | Categoría         | Ganador                 | Club      |
| --------- | ----------------- | ----------------------- | --------- |
| 1980-81   | Jugador           | Cabinho                 | Atlante   |
| 1980-81   | Portero           | Ricardo Ferrero         | Cruz Azul |
| 1980-81   | Defensa lateral   | Ignacio Flores          | Cruz Azul |
| 1980-81   | Defensa central   | Gustavo Vargas          | UNAM      |
| 1980-81   | Medio ofensivo    | Mario Hernández         | Zacatepec |
| 1980-81   | Medio defensivo   | Carlos Jara Saguier     | Cruz Azul |
| 1980-81   | Delantero         | Cabinho                 | Atlante   |
| 1980-81   | Extremo           | Ricardo Ferretti        | UNAM      |
| 1980-81   | Comportamiento    | Pirri                   | Puebla    |
| 1980-81   | Preparador físico | Rubén Maturano          | Cruz Azul |
| 1980-81   | Entrenador        | Bora Milutinovic        | UNAM      |
| 1980-81   | Campeón de goleo  | Cabinho                 | Atlante   |
| 1980-81   | Líder general     |                         | Tecos     |
| 1980-81   | Árbitro           | Enrique Mendoza Guillén |           |

| Temporada | Categoría         | Ganador             | Club      |
| --------- | ----------------- | ------------------- | --------- |
| 1981-82   | Jugador           | Gerónimo Barbadillo | Tigres    |
| 1981-82   | Portero           | Pablo Larios        | Zacatepec |
| 1981-82   | Defensa           | Alfredo Tena        | América   |
| 1981-82   | Medio             | Mario Hernández     | Zacatepec |
| 1981-82   | Delantero         | Cabinho             | Atlante   |
| 1981-82   | Novato            | Pablo Larios        | Zacatepec |
| 1981-82   | Comportamiento    | Mario Hernández     | Zacatepec |
| 1981-82   | Entrenador        | Carlos Miloc        | Tigres    |
| 1981-82   | Preparador físico | Gilberto Gálvez     | Tigres    |
| 1981-82   | Campeón de goleo  | Cabinho             | Atlante   |
| 1981-82   | Líder general     |                     | Atlante   |
| 1981-82   | Árbitro           | Mario Rubio Vázquez |           |

| Temporada | Categoría         | Ganador                 | Club        |
| --------- | ----------------- | ----------------------- | ----------- |
| 1982-83   | Jugador           | Cristóbal Ortega        | América     |
| 1982-83   | Portero           | Héctor Miguel Zelada    | América     |
| 1982-83   | Defensa           | Alfredo Tena            | América     |
| 1982-83   | Medio             | Cristóbal Ortega        | América     |
| 1982-83   | Delantero         | Norberto Outes          | América     |
| 1982-83   | Novato            | Paul Moreno             | Puebla      |
| 1982-83   | Comportamiento    | Cristóbal Ortega        | América     |
| 1982-83   | Preparador físico | Hugo de Anda            | América     |
| 1982-83   | Entrenador        | Alberto Guerra          | Guadalajara |
| 1982-83   | Campeón de goleo  | Norberto Outes          | América     |
| 1982-83   | Líder general     |                         | América     |
| 1982-83   | Árbitro           | Enrique Mendoza Guillén |             |

| Temporada | Categoría         | Ganador                 | Club        |
| --------- | ----------------- | ----------------------- | ----------- |
| 1983-84   | Jugador           | Héctor Miguel Zelada    | América     |
| 1983-84   | Portero           | Héctor Miguel Zelada    | América     |
| 1983-84   | Defensa           | Fernando Quirarte       | Guadalajara |
| 1983-84   | Medio             | Cristóbal Ortega        | América     |
| 1983-84   | Delantero         | Norberto Outes          | Necaxa      |
| 1983-84   | Novato            | Miguel España           | UNAM        |
| 1983-84   | Comportamiento    | Enrique López Zarza     | UNAM        |
| 1983-84   | Entrenador        | Mario Velarde           | UNAM        |
| 1983-84   | Preparador físico | Edmundo Pozsebowsky     | UNAM        |
| 1983-84   | Campeón de goleo  | Norberto Outes          | Necaxa      |
| 1983-84   | Líder general     |                         | América     |
| 1983-84   | Árbitro           | Antonio Márquez Ramírez |             |

| Temporada | Categoría         | Ganador              | Club        |
| --------- | ----------------- | -------------------- | ----------- |
| 1984-85   | Jugador           | Manuel Negrete       | UNAM        |
| 1984-85   | Portero           | Héctor Miguel Zelada | América     |
| 1984-85   | Defensa           | Fernando Quirarte    | Guadalajara |
| 1984-85   | Medio             | Manuel Negrete       | UNAM        |
| 1984-85   | Delantero         | Cabinho              | León        |
| 1984-85   | Novato            | Alberto García-Aspe  | UNAM        |
| 1984-85   | Entrenador        | Mario Velarde        | UNAM        |
| 1984-85   | Preparador físico | Edmundo Pozsebowsky  | UNAM        |
| 1984-85   | Campeón de goleo  | Cabinho              | León        |
| 1984-85   | Líder general     |                      | UNAM        |
| 1984-85   | Árbitro           | Jorge Alberto Leanza |             |

| Temporada | Categoría         | Ganador                 | Club        |
| --------- | ----------------- | ----------------------- | ----------- |
| 1986-87   | Jugador           | Benjamín Galindo        | Guadalajara |
| 1986-87   | Portero           | Pablo Larios            | Cruz Azul   |
| 1986-87   | Defensa           | Fernando Quirarte       | Guadalajara |
| 1986-87   | Medio             | Benjamín Galindo        | Guadalajara |
| 1986-87   | Delantero         | Eduardo de la Torre     | Guadalajara |
| 1986-87   | Novato            | José Manuel de la Torre | Guadalajara |
| 1986-87   | Comportamiento    | Cristóbal Ortega        | América     |
| 1986-87   | Entrenador        | Alberto Guerra          | Guadalajara |
| 1986-87   | Preparador físico | Fernando Alarcón        | Guadalajara |
| 1986-87   | Campeón de goleo  | José Luis Zalazar       | Tecos       |
| 1986-87   | Líder general     |                         | Guadalajara |
| 1986-87   | Árbitro           | Arturo Brizio Carter    |             |

| Temporada | Categoría         | Ganador                | Club        |
| --------- | ----------------- | ---------------------- | ----------- |
| 1987-88   | Jugador           | Antônio Carlos Santos  | América     |
| 1987-88   | Portero           | Adrián Chávez          | América     |
| 1987-88   | Defensa           | Demetrio Madero        | Guadalajara |
| 1987-88   | Medio             | Manuel Negrete         | UNAM        |
| 1987-88   | Delantero         | Octavio Mora           | U de G      |
| 1987-88   | Novato            | Daniel Guzmán          | U de G      |
| 1987-88   | Entrenador        | Jorge Silva Vieira     | América     |
| 1987-88   | Preparador físico | Axel Bierbaum          | Atlante     |
| 1987-88   | Campeón de goleo  | Luis Flores            | UNAM        |
| 1987-88   | Líder general     |                        | América     |
| 1987-88   | Árbitro           | Fermín Ramírez Zermeño |             |

| Temporada | Categoría         | Ganador              | Club           |
| --------- | ----------------- | -------------------- | -------------- |
| 1988-89   | Jugador           | Patricio Hernández   | Cruz Azul      |
| 1988-89   | Portero           | Alberto Aguilar      | Puebla         |
| 1988-89   | Defensa           | Roberto Ruiz Esparza | Puebla         |
| 1988-89   | Medio             | Jorge Aravena        | Puebla         |
| 1988-89   | Delantero         | Carlos Poblete       | Puebla         |
| 1988-89   | Entrenador        | Jorge Silva Vieira   | América        |
| 1988-89   | Novato            | Mario Ordiales       | Atlante        |
| 1988-89   | Preparador físico | Axel Bierbaum        | Cruz Azul      |
| 1988-89   | Campeón de goleo  | Sergio Lira          | Tampico Madero |
| 1988-89   | Líder general     |                      | Puebla         |
| 1988-89   | Árbitro           | Arturo Brizio Carter |                |

| Temporada | Categoría         | Ganador                 | Club     |
| --------- | ----------------- | ----------------------- | -------- |
| 1989-90   | Jugador           | Jorge Aravena           | Puebla   |
| 1989-90   | Portero           | Robert Siboldi          | Atlas    |
| 1989-90   | Defensa           | Roberto Ruiz Esparza    | Puebla   |
| 1989-90   | Medio             | José Manuel de la Torre | Puebla   |
| 1989-90   | Delantero         | Jorge Comas             | Veracruz |
| 1989-90   | Novato            | Carlos Barra            | Veracruz |
| 1989-90   | Entrenador        | Alberto Guerra          | U de G   |
| 1989-90   | Preparador físico | Fernando Alarcón        | U de G   |
| 1989-90   | Campeón de goleo  | Jorge Comas             | Veracruz |
| 1989-90   | Líder general     |                         | América  |
| 1989-90   | Árbitro           | Arturo Brizio Carter    |          |

### 1990-2000
| Temporada | Categoría         | Ganador              | Club          |
| --------- | ----------------- | -------------------- | ------------- |
| 1990-91   | Jugador           | Luis García          | UNAM          |
| 1990-91   | Portero           | Jorge Campos         | UNAM          |
| 1990-91   | Defensa           | Octavio Becerril     | Toluca        |
| 1990-91   | Medio             | Juan Carlos Vera     | UNAM          |
| 1990-91   | Delantero         | Luis García          | UNAM          |
| 1990-91   | Novato            | Ramón Ramírez        | Santos Laguna |
| 1990-91   | Entrenador        | Miguel Mejía Barón   | UNAM          |
| 1990-91   | Preparador físico | Ariel González       | UNAM          |
| 1990-91   | Campeón de goleo  | Luis García          | UNAM          |
| 1990-91   | Líder general     |                      | UNAM          |
| 1990-91   | Árbitro           | Arturo Brizio Carter |               |

| Temporada | Categoría         | Ganador                | Club    |
| --------- | ----------------- | ---------------------- | ------- |
| 1991-92   | Jugador           | Luis García            | UNAM    |
| 1991-92   | Portero           | Jorge Campos           | UNAM    |
| 1991-92   | Defensa           | Alfredo Murguía        | León    |
| 1991-92   | Medio             | Tita                   | León    |
| 1991-92   | Delantero         | Luis García            | UNAM    |
| 1991-92   | Novato            | Alberto Coyote         | León    |
| 1991-92   | Entrenador        | Víctor Manuel Vucetich | León    |
| 1991-92   | Preparador físico | Miguel Ramírez         | León    |
| 1991-92   | Campeón de goleo  | Luis García            | UNAM    |
| 1991-92   | Líder general     |                        | Atlante |
| 1991-92   | Árbitro           | Arturo Brizio Carter   |         |

| Temporada | Categoría         | Ganador            | Club      |
| --------- | ----------------- | ------------------ | --------- |
| 1992-93   | Jugador           | Ivo Basay          | Necaxa    |
| 1992-93   | Portero           | Jorge Campos       | UNAM      |
| 1992-93   | Defensa           | Wilson Graniolatti | Atlante   |
| 1992-93   | Medio             | Álex Aguinaga      | Necaxa    |
| 1992-93   | Delantero         | Ivo Basay          | Necaxa    |
| 1992-93   | Novato            | José J. Hernández  | Monterrey |
| 1992-93   | Entrenador        | Ricardo La Volpe   | Atlante   |
| 1992-93   | Preparador físico | Luis Bongiovanni   | Atlante   |
| 1992-93   | Campeón de goleo  | Ivo Basay          | Necaxa    |
| 1992-93   | Líder general     |                    | Necaxa    |
| 1992-93   | Árbitro           | Bonifacio Nuñez    |           |

| Temporada | Categoría         | Ganador                | Club          |
| --------- | ----------------- | ---------------------- | ------------- |
| 1993-94   | Jugador           | Osmar Donizete         | Tecos         |
| 1993-94   | Portero           | Jorge Campos           | UNAM          |
| 1993-94   | Defensa           | Marcelo Gonçalves      | Tecos         |
| 1993-94   | Medio             | Héctor Adomaitis       | Santos Laguna |
| 1993-94   | Delantero         | Osmar Donizete         | Tecos         |
| 1993-94   | Novato            | Eustacio Rizo          | Tecos         |
| 1993-94   | Entrenador        | Víctor Manuel Vucetich | Tecos         |
| 1993-94   | Campeón de goleo  | Carlos Hermosillo      | Cruz Azul     |
| 1993-94   | Preparador físico | Miguel Ramírez         | Tecos         |
| 1993-94   | Líder general     |                        | Tecos         |
| 1993-94   | Árbitro           | Armando Archundia      |               |

| Temporada | Categoría         | Ganador                        | Club        |
| --------- | ----------------- | ------------------------------ | ----------- |
| 1994-95   | Jugador           | Carlos Hermosillo              | Cruz Azul   |
| 1994-95   | Portero           | Jorge Campos                   | UNAM        |
| 1994-95   | Defensa central   | Eduardo Vilches Claudio Suárez | Necaxa UNAM |
| 1994-95   | Defensa lateral   | José María Higareda            | Necaxa      |
| 1994-95   | Medio ofensivo    | Ramón Ramírez                  | Guadalajara |
| 1994-95   | Medio defensivo   | Alberto Coyote                 | Guadalajara |
| 1994-95   | Delantero         | Carlos Hermosillo              | Cruz Azul   |
| 1994-95   | Novato            | Francisco Palencia             | Cruz Azul   |
| 1994-95   | Entrenador        | Manuel Lapuente                | Necaxa      |
| 1994-95   | Preparador físico | Roberto Bassagaisteguy         | Necaxa      |
| 1994-95   | Campeón de goleo  | Carlos Hermosillo              | Cruz Azul   |
| 1994-95   | Líder general     |                                | Guadalajara |
| 1994-95   | Árbitro           | Armando Archundia              |             |

| Temporada | Categoría         | Ganador                | Club        |
| --------- | ----------------- | ---------------------- | ----------- |
| 1995-96   | Jugador           | Álex Aguinaga          | Necaxa      |
| 1995-96   | Portero           | Oswaldo Sánchez        | Atlas       |
| 1995-96   | Defensa central   | Claudio Suárez         | UNAM        |
| 1995-96   | Defensa lateral   | José María Higareda    | Necaxa      |
| 1995-96   | Medio ofensivo    | Álex Aguinaga          | Necaxa      |
| 1995-96   | Medio defensivo   | Alberto Coyote         | Guadalajara |
| 1995-96   | Delantero         | Carlos Hermosillo      | Cruz Azul   |
| 1995-96   | Novato            | Duilio Davino          | Tecos       |
| 1995-96   | Entrenador        | Manuel Lapuente        | Necaxa      |
| 1995-96   | Preparador físico | Roberto Bassagaisteguy | Necaxa      |
| 1995-96   | Campeón de goleo  | Carlos Hermosillo      | Cruz Azul   |
| 1995-96   | Líder general     |                        | Cruz Azul   |
| 1995-96   | Árbitro           | Armando Archundia      |             |

| Temporada | Categoría         | Ganador                                                           | Club                                |
| --------- | ----------------- | ----------------------------------------------------------------- | ----------------------------------- |
| 1996-97   | Jugador           | Alberto Coyote                                                    | Guadalajara                         |
| 1996-97   | Portero           | Adolfo Ríos                                                       | Veracruz                            |
| 1996-97   | Defensa central   | Claudio Suárez                                                    | Guadalajara                         |
| 1996-97   | Defensa lateral   | Pável Pardo                                                       | Atlas                               |
| 1996-97   | Medio defensivo   | Alberto Coyote                                                    | Guadalajara                         |
| 1996-97   | Medio ofensivo    | Ramón Ramírez                                                     | Guadalajara                         |
| 1996-97   | Delantero         | Lorenzo Sáez                                                      | Pachuca                             |
| 1996-97   | Novato            | Emilio Mora                                                       | Morelia                             |
| 1996-97   | Entrenador        | Ricardo Ferretti                                                  | Guadalajara                         |
| 1996-97   | Preparador físico | Guillermo Orta                                                    | Guadalajara                         |
| 1996-97   | Campeón de goleo  | Carlos Muñoz (Inv. 96) Lorenzo Sáez - Gabriel Caballero (Ver. 97) | Puebla Pachuca - Santos Laguna      |
| 1996-97   | Líder general     |                                                                   | Atlante (Inv. 96) América (Ver. 97) |
| 1996-97   | Árbitro           | Armando Archundia                                                 |                                     |

| Temporada     | Categoría         | Ganador                | Club        |
| ------------- | ----------------- | ---------------------- | ----------- |
| Invierno 1997 | Jugador           | Fabián Estay           | Toluca      |
| Invierno 1997 | Portero           | Adolfo Ríos            | Necaxa      |
| Invierno 1997 | Defensa central   | Juan Reynoso           | Cruz Azul   |
| Invierno 1997 | Defensa lateral   | Pável Pardo            | Atlas       |
| Invierno 1997 | Medio defensivo   | Alberto Coyote         | Guadalajara |
| Invierno 1997 | Medio ofensivo    | Benjamín Galindo       | Cruz Azul   |
| Invierno 1997 | Delantero         | José Saturnino Cardozo | Toluca      |
| Invierno 1997 | Campeón de goleo  | Luis García            | Atlante     |
| Invierno 1997 | Novato            | Miguel Zepeda          | Atlas       |
| Invierno 1997 | Entrenador        | Luis Fernando Tena     | Cruz Azul   |
| Invierno 1997 | Preparador físico | Axel Bierbaum          | Cruz Azul   |
| Invierno 1997 | Líder general     |                        | León        |
| Invierno 1997 | Árbitro           | Arturo Brizio Carter   |             |

| Temporada   | Categoría         | Ganador                | Club    |
| ----------- | ----------------- | ---------------------- | ------- |
| Verano 1998 | Jugador           | Fabián Estay           | Toluca  |
| Verano 1998 | Portero           | Adolfo Ríos            | Necaxa  |
| Verano 1998 | Defensa central   | Alberto Macías         | Toluca  |
| Verano 1998 | Defensa lateral   | Salvador Carmona       | Toluca  |
| Verano 1998 | Medio defensivo   | David Rangel           | Toluca  |
| Verano 1998 | Medio ofensivo    | Fabián Estay           | Toluca  |
| Verano 1998 | Delantero         | José Saturnino Cardozo | Toluca  |
| Verano 1998 | Campeón de goleo  | José Saturnino Cardozo | Toluca  |
| Verano 1998 | Novato            | Cesáreo Victorino      | Pachuca |
| Verano 1998 | Entrenador        | Enrique Meza           | Toluca  |
| Verano 1998 | Preparador físico | Roberto Bassagaisteguy | Necaxa  |
| Verano 1998 | Líder general     |                        | Toluca  |
| Verano 1998 | Árbitro           | Gilberto Alcalá        |         |

| Temporada     | Categoría         | Ganador               | Club        |
| ------------- | ----------------- | --------------------- | ----------- |
| Invierno 1998 | Jugador           | Cuauhtémoc Blanco     | América     |
| Invierno 1998 | Portero           | Adolfo Ríos           | Necaxa      |
| Invierno 1998 | Defensa           | Juan Reynoso          | Cruz Azul   |
| Invierno 1998 | Medio             | Alberto Coyote        | Guadalajara |
| Invierno 1998 | Delantero         | Cuauhtémoc Blanco     | América     |
| Invierno 1998 | Novato            | Mario Méndez          | Atlas       |
| Invierno 1998 | Entrenador        | Raúl Arias            | Necaxa      |
| Invierno 1998 | Preparador físico | Roberto Bassagásteguy | Necaxa      |
| Invierno 1998 | Campeón de goleo  | Cuauhtémoc Blanco     | América     |
| Invierno 1998 | Líder general     |                       | Cruz Azul   |
| Invierno 1998 | Árbitro           | Pascual Rebolledo     |             |

| Temporada   | Categoría         | Ganador                | Club   |
| ----------- | ----------------- | ---------------------- | ------ |
| Verano 1999 | Jugador           | Fabián Estay           | Toluca |
| Verano 1999 | Portero           | Adolfo Ríos            | Necaxa |
| Verano 1999 | Defensa           | Rafael Márquez         | Atlas  |
| Verano 1999 | Medio             | Fabián Estay           | Toluca |
| Verano 1999 | Delantero         | José Saturnino Cardozo | Toluca |
| Verano 1999 | Novato            | César Andrade          | Atlas  |
| Verano 1999 | Entrenador        | Enrique Meza           | Toluca |
| Verano 1999 | Preparador físico | Luis Bongiovani        | Atlas  |
| Verano 1999 | Campeón de goleo  | José Saturnino Cardozo | Toluca |
| Verano 1999 | Líder general     |                        | Toluca |
| Verano 1999 | Árbitro           | Gilberto Alcalá        |        |

| Temporada     | Categoría         | Ganador              | Club        |
| ------------- | ----------------- | -------------------- | ----------- |
| Invierno 1999 | Jugador           | Jesús Olalde         | UNAM        |
| Invierno 1999 | Portero           | Adolfo Ríos          | América     |
| Invierno 1999 | Defensa           | Claudio Suárez       | Guadalajara |
| Invierno 1999 | Medio             | Juan Pablo Rodríguez | Atlas       |
| Invierno 1999 | Delantero         | Jesús Olalde         | UNAM        |
| Invierno 1999 | Novato            | Luis Ernesto Pérez   | Necaxa      |
| Invierno 1999 | Entrenador        | Javier Aguirre       | Pachuca     |
| Invierno 1999 | Preparador físico | Daniel Ipata         | Pachuca     |
| Invierno 1999 | Campeón de goleo  | Jesús Olalde         | UNAM        |
| Invierno 1999 | Líder general     |                      | Atlas       |
| Invierno 1999 | Árbitro           | Gilberto Alcalá      |             |

| Temporada   | Categoría        | Ganador                                          | Club              |
| ----------- | ---------------- | ------------------------------------------------ | ----------------- |
| Verano 2000 | Jugador          | Víctor Ruiz                                      | Toluca            |
| Verano 2000 | Portero          | Adrián Martínez                                  | Santos Laguna     |
| Verano 2000 | Defensa          | Alberto Macías                                   | Toluca            |
| Verano 2000 | Medio            | Víctor Ruiz                                      | Toluca            |
| Verano 2000 | Delantero        | José Saturnino Cardozo                           | Toluca            |
| Verano 2000 | Novato           | Luis Ignacio González                            | UNAM              |
| Verano 2000 | Entrenador       | Enrique Meza                                     | Toluca            |
| Verano 2000 | Campeón de goleo | Everaldo Begines Sebastián Abreu Agustín Delgado | León Tecos Necaxa |
| Verano 2000 | Líder general    |                                                  | Toluca            |
| Verano 2000 | Árbitro          | Felipe Ramos Rizo                                |                   |

### 2000-2010
| Temporada     | Categoría         | Ganador            | Club          |
| ------------- | ----------------- | ------------------ | ------------- |
| Invierno 2000 | Jugador           | Jared Borgetti     | Santos Laguna |
| Invierno 2000 | Portero           | Oswaldo Sánchez    | Guadalajara   |
| Invierno 2000 | Defensa central   | Darío Franco       | Morelia       |
| Invierno 2000 | Defensa lateral   | Hugo Chávez        | Morelia       |
| Invierno 2000 | Medio ofensivo    | Javier Lozano      | Morelia       |
| Invierno 2000 | Medio defensivo   | Jorge Almirón      | Morelia       |
| Invierno 2000 | Delantero         | Jared Borgetti     | Santos Laguna |
| Invierno 2000 | Novato            | Antonio de Nigris  | Monterrey     |
| Invierno 2000 | Entrenador        | Luis Fernando Tena | Morelia       |
| Invierno 2000 | Preparador físico | Axel Bierbaum      | Morelia       |
| Invierno 2000 | Campeón de goleo  | Jared Borgetti     | Santos Laguna |
| Invierno 2000 | Líder general     |                    | Cruz Azul     |
| Invierno 2000 | Árbitro           | Gilberto Alcalá    |               |

| Temporada   | Categoría         | Ganador                     | Club              |
| ----------- | ----------------- | --------------------------- | ----------------- |
| Verano 2001 | Jugador           | Jared Borgetti              | Santos Laguna     |
| Verano 2001 | Portero           | Adrián Martínez             | Santos Laguna     |
| Verano 2001 | Defensa central   | Manuel Vidrio               | Pachuca           |
| Verano 2001 | Defensa lateral   | Alberto Rodríguez           | Pachuca           |
| Verano 2001 | Medio ofensivo    | Ángel Morales               | Cruz Azul         |
| Verano 2001 | Medio defensivo   | Carlos Cariño               | Santos Laguna     |
| Verano 2001 | Delantero         | Jared Borgetti              | Santos Laguna     |
| Verano 2001 | Novato            | Sergio Santana Melvin Brown | Pachuca Cruz Azul |
| Verano 2001 | Entrenador        | Fernando Quirarte           | Santos Laguna     |
| Verano 2001 | Preparador físico | Guillermo Hernández         | Santos Laguna     |
| Verano 2001 | Campeón de goleo  | Jared Borgetti              | Santos Laguna     |
| Verano 2001 | Líder general     |                             | América           |
| Verano 2001 | Árbitro           | Gilberto Alcalá             |                   |

| Temporada     | Categoría         | Ganador                | Club        |
| ------------- | ----------------- | ---------------------- | ----------- |
| Apertura 2002 | Jugador           | José Saturnino Cardozo | Toluca      |
| Apertura 2002 | Portero           | Oswaldo Sánchez        | Guadalajara |
| Apertura 2002 | Defensa central   | Pablo Rotchen          | Monterrey   |
| Apertura 2002 | Defensa lateral   | Salvador Carmona       | Toluca      |
| Apertura 2002 | Medio ofensivo    | Ángel Morales          | Veracruz    |
| Apertura 2002 | Medio defensivo   | Israel López           | Toluca      |
| Apertura 2002 | Extremo           | Vicente Sánchez        | Toluca      |
| Apertura 2002 | Delantero         | José Saturnino Cardozo | Toluca      |
| Apertura 2002 | Novato            | Omar Bravo             | Guadalajara |
| Apertura 2002 | Entrenador        | Miguel Herrera         | Atlante     |
| Apertura 2002 | Preparador físico | Milton Graneolatti     | Toluca      |
| Apertura 2002 | Campeón de goleo  | José Saturnino Cardozo | Toluca      |
| Apertura 2002 | Líder general     |                        | América     |
| Apertura 2002 | Árbitro           | Gilberto Alcalá        |             |

| Temporada     | Categoría         | Ganador                 | Club        |
| ------------- | ----------------- | ----------------------- | ----------- |
| Clausura 2003 | Jugador           | Guillermo Franco        | Monterrey   |
| Clausura 2003 | Portero           | Oswaldo Sánchez         | Guadalajara |
| Clausura 2003 | Defensa central   | Joaquín Beltrán         | UNAM        |
| Clausura 2003 | Defensa lateral   | Salvador Carmona        | Toluca      |
| Clausura 2003 | Medio ofensivo    | Luis Ernesto Pérez      | Monterrey   |
| Clausura 2003 | Medio defensivo   | Pável Pardo             | América     |
| Clausura 2003 | Extremo           | Jesús Arellano          | Monterrey   |
| Clausura 2003 | Delantero         | Sebastián González      | Atlante     |
| Clausura 2003 | Novato            | Jesús Corona            | Atlas       |
| Clausura 2003 | Entrenador        | Daniel Passarella       | Monterrey   |
| Clausura 2003 | Preparador físico | Luis Bongiovanni        | Veracruz    |
| Clausura 2003 | Campeón de goleo  | José Saturnino Cardozo  | Toluca      |
| Clausura 2003 | Líder general     |                         | Morelia     |
| Clausura 2003 | Trayectoria       | Benjamín Galindo        |             |
| Clausura 2003 | Árbitro           | Marco Antonio Rodríguez |             |

| Temporada | Categoría                                 | Ganador                                                               | Club                                 |
| --------- | ----------------------------------------- | --------------------------------------------------------------------- | ------------------------------------ |
| 2003-04   | Jugador                                   | Oswaldo Sánchez                                                       | Guadalajara                          |
| 2003-04   | Portero                                   | Oswaldo Sánchez                                                       | Guadalajara                          |
| 2003-04   | Defensa central                           | Joaquín Beltrán                                                       | UNAM                                 |
| 2003-04   | Defensa lateral                           | Jaime Lozano                                                          | UNAM                                 |
| 2003-04   | Medio ofensivo                            | Walter Gaitán                                                         | Tigres                               |
| 2003-04   | Medio defensivo                           | Manuel Sol                                                            | Guadalajara                          |
| 2003-04   | Extremo                                   | César Delgado                                                         | Cruz Azul                            |
| 2003-04   | Delantero                                 | Bruno Marioni                                                         | UNAM                                 |
| 2003-04   | Novato                                    | Guillermo Ochoa                                                       | América                              |
| 2003-04   | Entrenador                                | Hugo Sánchez                                                          | UNAM                                 |
| 2003-04   | Preparador físico                         | Daniel Ipata                                                          | Guadalajara                          |
| 2003-04   | Médico                                    | José Torres Roberto Rodríguez y Miguel Lara                           | Pachuca UNAM                         |
| 2003-04   | Campeón de goleo                          | Luis Gabriel Rey (Aper. 03) Bruno Marioni y Néstor Silvera (Clau. 04) | Atlante UNAM - Tigres                |
| 2003-04   | Líder general                             |                                                                       | Tigres (Aper. 03) Chiapas (Clau. 04) |
| 2003-04   | Árbitro                                   | Armando Archundia                                                     |                                      |
| 2003-04   | Orden al mérito del Centenario de la FIFA | Antonio Carbajal                                                      |                                      |
| 2003-04   | Trayectoria                               | Adolfo Ríos                                                           |                                      |

| Temporada | Categoría                  | Ganador                                             | Club                                            |
| --------- | -------------------------- | --------------------------------------------------- | ----------------------------------------------- |
| 2004-05   | Jugador                    | Cuauhtémoc Blanco                                   | América                                         |
| 2004-05   | Portero                    | Oswaldo Sánchez                                     | Guadalajara                                     |
| 2004-05   | Defensa central            | Joaquín Beltrán                                     | UNAM                                            |
| 2004-05   | Defensa lateral            | Carlos Salcido                                      | Guadalajara                                     |
| 2004-05   | Medio ofensivo             | Daniel Ludueña                                      | Tecos                                           |
| 2004-05   | Medio defensivo            | Pável Pardo                                         | América                                         |
| 2004-05   | Extremo                    | César Delgado                                       | Cruz Azul                                       |
| 2004-05   | Delantero                  | Omar Bravo                                          | Guadalajara                                     |
| 2004-05   | Novato                     | Alejandro Vela                                      | Guadalajara                                     |
| 2004-05   | Entrenador                 | Hugo Sánchez                                        | UNAM                                            |
| 2004-05   | Preparador físico          | Daniel Ipata                                        | Guadalajara                                     |
| 2004-05   | Campeón de goleo           | Guillermo Franco (Aper. 04) Matías Vuoso (Clau. 05) | Monterrey Santos Laguna                         |
| 2004-05   | Superlíder de la temporada |                                                     | Morelia                                         |
| 2004-05   | Líder general por torneo   |                                                     | Veracruz (Aper. 04) Morelia (Clau. 05)          |
| 2004-05   | Equipo Fair Play           |                                                     | Guadalajara (Aper. 04) Santos Laguna (Clau. 05) |
| 2004-05   | Defensiva                  |                                                     | Toluca (Aper. 04) Morelia (Clau. 05)            |
| 2004-05   | Ofensiva                   |                                                     | Tigres (Aper. 04) América (Clau. 05)            |
| 2004-05   | Árbitro                    | Armando Archundia                                   |                                                 |
| 2004-05   | Trayectoria                | Horacio Casarín                                     |                                                 |

| Temporada     | Categoría         | Ganador                                                | Club                                 |
| ------------- | ----------------- | ------------------------------------------------------ | ------------------------------------ |
| Apertura 2005 | Jugador           | Oswaldo Sánchez                                        | Guadalajara                          |
| Apertura 2005 | Portero           | Oswaldo Sánchez                                        | Guadalajara                          |
| Apertura 2005 | Defensa lateral   | José Antonio Castro                                    | América                              |
| Apertura 2005 | Defensa central   | Paulo César Da Silva                                   | Toluca                               |
| Apertura 2005 | Medio ofensivo    | Luis Ernesto Pérez                                     | Monterrey                            |
| Apertura 2005 | Medio defensivo   | Pável Pardo                                            | América                              |
| Apertura 2005 | Extremo           | César Delgado                                          | Cruz Azul                            |
| Apertura 2005 | Delantero         | Cuauhtémoc Blanco                                      | América                              |
| Apertura 2005 | Novato            | Andrés Guardado                                        | Atlas                                |
| Apertura 2005 | Entrenador        | Américo Gallego                                        | Toluca                               |
| Apertura 2005 | Preparador físico | Manuel Barrera                                         | América                              |
| Apertura 2005 | Campeón de goleo  | Kléber Boas Walter Gaitán Sebastián Abreu Matías Vuoso | América Tigres Dorados Santos Laguna |
| Apertura 2005 | Líder general     |                                                        | América                              |
| Apertura 2005 | Árbitro           | Gilberto Alcalá                                        |                                      |

| Temporada     | Categoría         | Ganador                          | Club            |
| ------------- | ----------------- | -------------------------------- | --------------- |
| Clausura 2006 | Jugador           | Walter Gaitán                    | Tigres          |
| Clausura 2006 | Portero           | Miguel Calero                    | Pachuca         |
| Clausura 2006 | Defensa lateral   | Israel Martínez                  | San Luis        |
| Clausura 2006 | Defensa central   | Aquivaldo Mosquera               | Pachuca         |
| Clausura 2006 | Medio ofensivo    | Ramón Morales                    | Guadalajara     |
| Clausura 2006 | Medio defensivo   | John Restrepo                    | Cruz Azul       |
| Clausura 2006 | Extremo           | Claudio López                    | América         |
| Clausura 2006 | Delantero         | Francisco Fonseca                | Cruz Azul       |
| Clausura 2006 | Novato            | Luis Ángel Landín                | Pachuca         |
| Clausura 2006 | Entrenador        | José Luis Trejo                  | Pachuca         |
| Clausura 2006 | Preparador físico | Gustavo Leombruno                | Pachuca         |
| Clausura 2006 | Campeón de goleo  | Sebastián Abreu Salvador Cabañas | Dorados Chiapas |
| Clausura 2006 | Líder general     |                                  | Pachuca         |
| Clausura 2006 | Árbitro           | Armando Archundia                |                 |

| Temporada     | Categoría         | Ganador                                   | Club                  |
| ------------- | ----------------- | ----------------------------------------- | --------------------- |
| Apertura 2006 | Jugador           | Vicente Sánchez                           | Toluca                |
| Apertura 2006 | Portero           | Guillermo Ochoa                           | América               |
| Apertura 2006 | Defensa lateral   | Andrés Guardado                           | Atlas                 |
| Apertura 2006 | Defensa central   | Aquivaldo Mosquera                        | Pachuca               |
| Apertura 2006 | Medio ofensivo    | Vicente Sánchez                           | Toluca                |
| Apertura 2006 | Medio defensivo   | Jaime Correa                              | Pachuca               |
| Apertura 2006 | Delantero         | Omar Bravo                                | Guadalajara           |
| Apertura 2006 | Novato            | Juan Carlos Mosqueda                      | América               |
| Apertura 2006 | Entrenador        | José Manuel de la Torre                   | Guadalajara           |
| Apertura 2006 | Preparador físico | Guillermo Hernández                       | Guadalajara           |
| Apertura 2006 | Campeón de goleo  | Bruno Marioni                             | Toluca                |
| Apertura 2006 | Comportamiento    | Omar Ortiz Mario Rodríguez Alejandro Vela | Chiapas Atlas Chiapas |
| Apertura 2006 | Líder general     |                                           | Cruz Azul             |
| Apertura 2006 | Directivo         | Jorge Romo                                |                       |
| Apertura 2006 | Árbitro           | Armando Archundia                         |                       |
| Apertura 2006 | Asistente         | Isabel Tovar                              |                       |

| Temporada     | Categoría                | Ganador                                       | Club                 |
| ------------- | ------------------------ | --------------------------------------------- | -------------------- |
| Clausura 2007 | Jugador                  | Cuauhtémoc Blanco                             | América              |
| Clausura 2007 | Portero                  | Guillermo Ochoa                               | América              |
| Clausura 2007 | Defensa lateral          | Andrés Guardado                               | Atlas                |
| Clausura 2007 | Defensa central          | Diego Colotto                                 | Tecos                |
| Clausura 2007 | Medio ofensivo           | Fernando Arce                                 | Morelia              |
| Clausura 2007 | Medio defensivo          | Jaime Correa                                  | Pachuca              |
| Clausura 2007 | Delantero                | Omar Bravo                                    | Guadalajara          |
| Clausura 2007 | Novato                   | Hugo Ayala                                    | Atlas                |
| Clausura 2007 | Entrenador               | Enrique Meza                                  | Pachuca              |
| Clausura 2007 | Preparador físico        | Guillermo Hernández                           | Guadalajara          |
| Clausura 2007 | Campeón de goleo         | Omar Bravo                                    | Guadalajara          |
| Clausura 2007 | Comportamiento           | Javier Saavedra Rodrigo Ruiz Salvador Cabañas | Tigres Tecos América |
| Clausura 2007 | Líder general            |                                               | Pachuca              |
| Clausura 2007 | Directivo                | Jesús Martínez                                | Pachuca              |
| Clausura 2007 | Árbitro                  | Roberto García Orozco                         |                      |
| Clausura 2007 | Asistente                | Isabel Tovar                                  |                      |
| Clausura 2007 | Trayectoria periodística | Ignacio Matus                                 |                      |
| Clausura 2007 | Trayectoria futbolística | Jorge Romo                                    |                      |
| Clausura 2007 | Reconocimiento especial  | Pável Pardo Ricardo Osorio Carlos Salcido     |                      |

| Temporada     | Categoría         | Ganador                                           | Club                       |
| ------------- | ----------------- | ------------------------------------------------- | -------------------------- |
| Apertura 2007 | Jugador           | Daniel Ludueña                                    | Santos Laguna              |
| Apertura 2007 | Portero           | Federico Vilar                                    | Atlante                    |
| Apertura 2007 | Defensa central   | Javier Muñoz Mustafá                              | Atlante                    |
| Apertura 2007 | Defensa lateral   | Iván Estrada                                      | Santos Laguna              |
| Apertura 2007 | Medio defensivo   | Leandro Augusto                                   | UNAM                       |
| Apertura 2007 | Medio ofensivo    | Daniel Ludueña                                    | Santos Laguna              |
| Apertura 2007 | Delantero         | Alfredo Moreno                                    | San Luis                   |
| Apertura 2007 | Novato            | Pablo Barrera                                     | UNAM                       |
| Apertura 2007 | Entrenador        | José Guadalupe Cruz                               | Atlante                    |
| Apertura 2007 | Preparador físico | Román Barrón                                      | Atlante                    |
| Apertura 2007 | Campeón de goleo  | Alfredo Moreno                                    | San Luis                   |
| Apertura 2007 | Comportamiento    | Luis Michel Manuel De la Torre Christian Bermúdez | Guadalajara Toluca Atlante |
| Apertura 2007 | Líder general     |                                                   | Santos Laguna              |
| Apertura 2007 | Árbitro           | Armando Archundia                                 |                            |
| Apertura 2007 | Asistente         | José Luis Camargo                                 |                            |

| Temporada     | Categoría         | Ganador                                     | Club                       |
| ------------- | ----------------- | ------------------------------------------- | -------------------------- |
| Clausura 2008 | Jugador           | Christian Benítez                           | Santos Laguna              |
| Clausura 2008 | Portero           | Luis Michel                                 | Guadalajara                |
| Clausura 2008 | Defensa central   | Fernando Ortiz                              | Santos Laguna              |
| Clausura 2008 | Defensa lateral   | Edgar Castillo                              | Santos Laguna              |
| Clausura 2008 | Medio defensivo   | Damián Zamogilny                            | Puebla                     |
| Clausura 2008 | Medio ofensivo    | Daniel Ludueña                              | Santos Laguna              |
| Clausura 2008 | Delantero         | Salvador Cabañas                            | América                    |
| Clausura 2008 | Novato            | Néstor Vidrio                               | Atlas                      |
| Clausura 2008 | Entrenador        | Efraín Flores                               | Guadalajara                |
| Clausura 2008 | Preparador físico | Luis Bongiovanni                            | Santos Laguna              |
| Clausura 2008 | Campeón de goleo  | Humberto Suazo                              | Monterrey                  |
| Clausura 2008 | Comportamiento    | Braulio Luna Salvador Cabañas Walter Erviti | San Luis América Monterrey |
| Clausura 2008 | Líder general     |                                             | Guadalajara                |
| Clausura 2008 | Árbitro           | Armando Archundia                           |                            |
| Clausura 2008 | Asistente         | Rita Muñoz                                  |                            |

| Temporada     | Categoría         | Ganador                                                   | Club                          |
| ------------- | ----------------- | --------------------------------------------------------- | ----------------------------- |
| Apertura 2008 | Jugador           | Sinha                                                     | Toluca                        |
| Apertura 2008 | Portero           | Hernán Cristante                                          | Toluca                        |
| Apertura 2008 | Defensa central   | Paulo Da Silva                                            | Toluca                        |
| Apertura 2008 | Defensa lateral   | Amaury Ponce                                              | Toluca                        |
| Apertura 2008 | Medio ofensivo    | Sinha                                                     | Toluca                        |
| Apertura 2008 | Medio defensivo   | Martín Romagnoli                                          | Toluca                        |
| Apertura 2008 | Delantero         | Héctor Mancilla                                           | Toluca                        |
| Apertura 2008 | Novato            | Néstor Calderón                                           | Toluca                        |
| Apertura 2008 | Entrenador        | José Manuel de la Torre                                   | Toluca                        |
| Apertura 2008 | Preparador físico | Carlos Javier García                                      | Toluca                        |
| Apertura 2008 | Campeón de goleo  | Héctor Mancilla                                           | Toluca                        |
| Apertura 2008 | Comportamiento    | Oscar Pérez Sergio Bernal Christian Bermúdez Carlos Bonet | Tigres UNAM Atlante Cruz Azul |
| Apertura 2008 | Líder general     |                                                           | San Luis                      |
| Apertura 2008 | Árbitro           | Marco Antonio Rodríguez                                   |                               |
| Apertura 2008 | Asistente         | Marvin Torrentera                                         |                               |

| Temporada     | Categoría          | Ganador                                              | Club                       |
| ------------- | ------------------ | ---------------------------------------------------- | -------------------------- |
| Clausura 2009 | Jugador            | Christian Giménez                                    | Pachuca                    |
| Clausura 2009 | Portero            | Jesús Corona                                         | Tecos                      |
| Clausura 2009 | Defensa central    | Paulo Da Silva                                       | Toluca                     |
| Clausura 2009 | Defensa lateral    | Mario Méndez                                         | Toluca                     |
| Clausura 2009 | Medio ofensivo     | Christian Giménez                                    | Pachuca                    |
| Clausura 2009 | Medio defensivo    | Israel Castro                                        | UNAM                       |
| Clausura 2009 | Delantero          | Héctor Mancilla                                      | Toluca                     |
| Clausura 2009 | Novato             | Jorge Gastelum                                       | Morelia                    |
| Clausura 2009 | Entrenador         | Ricardo Ferretti                                     | UNAM                       |
| Clausura 2009 | Preparador físico  | Guillermo Orta                                       | UNAM                       |
| Clausura 2009 | Campeón de goleo   | Héctor Mancilla                                      | Toluca                     |
| Clausura 2009 | Comportamiento     | Luis Michel Carlos Esquivel Carlos Gerardo Rodríguez | Guadalajara Toluca Pachuca |
| Clausura 2009 | Líder general      |                                                      | Pachuca                    |
| Clausura 2009 | Árbitro            | Armando Archundia                                    |                            |
| Clausura 2009 | Asistente          | José Luis Camargo                                    |                            |
| Clausura 2009 | Trayectirua        | Salvador Reyes                                       |                            |
| Clausura 2009 | Directivo          | Guillermo Aguilar Álvarez                            |                            |
| Clausura 2009 | Cronista deportivo | José Lamadrid                                        |                            |

| Temporada     | Categoría          | Ganador                           | Club      |
| ------------- | ------------------ | --------------------------------- | --------- |
| Apertura 2009 | Jugador            | Humberto Suazo                    | Monterrey |
| Apertura 2009 | Portero            | Jonathan Orozco                   | Monterrey |
| Apertura 2009 | Defensa central    | Duilio Davino                     | Monterrey |
| Apertura 2009 | Defensa lateral    | Rogelio Chávez                    | Cruz Azul |
| Apertura 2009 | Medio defensivo    | Gerardo Torrado                   | Cruz Azul |
| Apertura 2009 | Medio ofensivo     | Jaime Lozano                      | Cruz Azul |
| Apertura 2009 | Delantero          | Emanuel Villa                     | Cruz Azul |
| Apertura 2009 | Novato             | Raúl Nava                         | Toluca    |
| Apertura 2009 | Entrenador         | Víctor Manuel Vucetich            | Monterrey |
| Apertura 2009 | Preparador físico  | Miguel Ángel Ramírez              | Monterrey |
| Apertura 2009 | Campeón de goleo   | Emanuel Villa                     | Cruz Azul |
| Apertura 2009 | Líder general      |                                   | Toluca    |
| Apertura 2009 | Equipo Fair Play   |                                   | UNAM      |
| Apertura 2009 | Árbitro            | Armando Archundia                 |           |
| Apertura 2009 | Asistente          | José Luis Camargo                 |           |
| Apertura 2009 | Árbitro revelación | Alfredo Peñaloza Ricardo Arellano |           |
| Apertura 2009 | Trayectoria        | Antonio de Nigris                 |           |

| Temporada         | Categoría                | Ganador                                    | Club                       |
| ----------------- | ------------------------ | ------------------------------------------ | -------------------------- |
| Bicentenario 2010 | Jugador                  | Sinha                                      | Toluca                     |
| Bicentenario 2010 | Portero                  | Alfredo Talavera                           | Toluca                     |
| Bicentenario 2010 | Defensa central          | Edgar Dueñas                               | Toluca                     |
| Bicentenario 2010 | Defensa lateral          | Iván Estrada                               | Santos Laguna              |
| Bicentenario 2010 | Medio ofensivo           | Sinha                                      | Toluca                     |
| Bicentenario 2010 | Medio defensivo          | Martín Romagnoli                           | Toluca                     |
| Bicentenario 2010 | Delantero                | Javier Hernández                           | Guadalajara                |
| Bicentenario 2010 | Novato                   | Antonio Ríos                               | Toluca                     |
| Bicentenario 2010 | Entrenador               | José Manuel de la Torre                    | Toluca                     |
| Bicentenario 2010 | Preparador físico        | Carlos Javier García                       | Toluca                     |
| Bicentenario 2010 | Campeón de goleo         | Javier Hernández Johan Fano Hérculez Gómez | Guadalajara Atlante Puebla |
| Bicentenario 2010 | Líder general            |                                            | Monterrey                  |
| Bicentenario 2010 | Equipo Fair Play         |                                            | Cruz Azul                  |
| Bicentenario 2010 | Árbitro                  | Armando Archundia                          |                            |
| Bicentenario 2010 | Asistente                | José Luis Camargo                          |                            |
| Bicentenario 2010 | Trayectoria futbolística | Raúl Cárdenas                              |                            |
| Bicentenario 2010 | Trayectoria periodística | Teodoro Cano                               |                            |

### 2010-2019
| Temporada     | Categoría                | Ganador                | Club          |
| ------------- | ------------------------ | ---------------------- | ------------- |
| Apertura 2010 | Jugador                  | Humberto Suazo         | Monterrey     |
| Apertura 2010 | Portero                  | Jesús Corona           | Cruz Azul     |
| Apertura 2010 | Defensa lateral          | Iván Estrada           | Santos Laguna |
| Apertura 2010 | Defensa central          | José Basanta           | Monterrey     |
| Apertura 2010 | Medio defensivo          | Luis Ernesto Pérez     | Monterrey     |
| Apertura 2010 | Medio ofensivo           | Christian Giménez      | Cruz Azul     |
| Apertura 2010 | Delantero                | Humberto Suazo         | Monterrey     |
| Apertura 2010 | Novato                   | Othoniel Arce          | San Luis      |
| Apertura 2010 | Entrenador               | Víctor Manuel Vucetich | Monterrey     |
| Apertura 2010 | Preparador físico        | Miguel Ángel Ramírez   | Monterrey     |
| Apertura 2010 | Campeón de goleo         | Christian Benítez      | Santos Laguna |
| Apertura 2010 | Líder general            |                        | Cruz Azul     |
| Apertura 2010 | Equipo Fair Play         |                        | Toluca        |
| Apertura 2010 | Árbitro                  | Roberto García Orozco  |               |
| Apertura 2010 | Asistente                | José Luis Camargo      |               |
| Apertura 2010 | Trayectoria futbolística | Jared Borgetti         |               |
| Apertura 2010 | Trayectoria arbitral     | Armando Archundia      |               |

| Temporada     | Categoría         | Ganador                            | Club        |
| ------------- | ----------------- | ---------------------------------- | ----------- |
| Clausura 2011 | Jugador           | Lucas Lobos                        | Tigres      |
| Clausura 2011 | Portero           | Jonathan Orozco                    | Monterrey   |
| Clausura 2011 | Defensa lateral   | Efraín Velarde                     | UNAM        |
| Clausura 2011 | Defensa central   | Darío Verón                        | UNAM        |
| Clausura 2011 | Medio defensivo   | Israel Castro                      | UNAM        |
| Clausura 2011 | Medio ofensivo    | Ángel Reyna                        | América     |
| Clausura 2011 | Delantero         | Rafael Márquez Lugo                | Morelia     |
| Clausura 2011 | Novato            | Diego Reyes                        | América     |
| Clausura 2011 | Entrenador        | Guillermo Vázquez Ricardo Ferretti | UNAM Tigres |
| Clausura 2011 | Preparador físico | Ricardo Gómez                      | UNAM        |
| Clausura 2011 | Campeón de goleo  | Ángel Reyna                        | América     |
| Clausura 2011 | Líder general     |                                    | Tigres      |
| Clausura 2011 | Equipo Fair Play  |                                    | Tigres      |
| Clausura 2011 | Árbitro           | Mauricio Morales                   |             |
| Clausura 2011 | Asistente         | José Luis Camargo                  |             |
| Clausura 2011 | Trayectoria       | Joaquín Badillo                    |             |

| Temporada     | Categoría         | Ganador               | Club          |
| ------------- | ----------------- | --------------------- | ------------- |
| Apertura 2011 | Jugador           | Lucas Lobos           | Tigres        |
| Apertura 2011 | Portero           | Enrique Palos         | Tigres        |
| Apertura 2011 | Defensa lateral   | Jorge Torres Nilo     | Tigres        |
| Apertura 2011 | Defensa central   | Hugo Ayala            | Tigres        |
| Apertura 2011 | Medio defensivo   | Juan Pablo Rodríguez  | Santos Laguna |
| Apertura 2011 | Medio ofensivo    | Lucas Lobos           | Tigres        |
| Apertura 2011 | Delantero         | Oribe Peralta         | Santos Laguna |
| Apertura 2011 | Novato            | Joe Corona            | Tijuana       |
| Apertura 2011 | Entrenador        | Ricardo Ferretti      | Tigres        |
| Apertura 2011 | Preparador físico | Guillermo Orta        | Tigres        |
| Apertura 2011 | Campeón de goleo  | Iván Alonso           | Toluca        |
| Apertura 2011 | Líder general     |                       | Guadalajara   |
| Apertura 2011 | Equipo Fair Play  |                       | Tigres        |
| Apertura 2011 | Árbitro           | Roberto García Orozco |               |
| Apertura 2011 | Asistente         | Juan Joel Rangel      |               |
| Apertura 2011 | Trayectoria       | Arturo Yamasaki       |               |

| Temporada     | Categoría         | Ganador                       | Club           |
| ------------- | ----------------- | ----------------------------- | -------------- |
| Clausura 2012 | Jugador           | Oribe Peralta                 | Santos Laguna  |
| Clausura 2012 | Portero           | Jesús Corona                  | Cruz Azul      |
| Clausura 2012 | Defensa lateral   | Iván Estrada                  | Santos Laguna  |
| Clausura 2012 | Defensa central   | José Basanta                  | Monterrey      |
| Clausura 2012 | Medio ofensivo    | Lucas Lobos                   | Tigres         |
| Clausura 2012 | Medio defensivo   | Juan Pablo Rodríguez          | Santos Laguna  |
| Clausura 2012 | Delantero         | Oribe Peralta                 | Santos Laguna  |
| Clausura 2012 | Novato            | Marco Bueno                   | Pachuca        |
| Clausura 2012 | Entrenador        | Benjamín Galindo              | Santos Laguna  |
| Clausura 2012 | Preparador físico | Luis Octavio Duarte           | Santos Laguna  |
| Clausura 2012 | Campeón de goleo  | Christian Benítez Iván Alonso | América Toluca |
| Clausura 2012 | Líder general     |                               | Santos Laguna  |
| Clausura 2012 | Equipo Fair Play  |                               | Monterrey      |
| Clausura 2012 | Árbitro           | Roberto García Orozco         |                |
| Clausura 2012 | Asistente         | Marvin Torrentera             |                |

| Temporada | Categoría        | Ganador             | Club          |
| --------- | ---------------- | ------------------- | ------------- |
| 2015-16   | Jugador          | André-Pierre Gignac | Tigres        |
| 2015-16   | Portero          | Agustín Marchesín   | Santos Laguna |
| 2015-16   | Defensa          | Gerardo Alcoba      | UNAM          |
| 2015-16   | Medio ofensivo   | Hirving Lozano      | Pachuca       |
| 2015-16   | Medio defensivo  | Osvaldo Martínez    | América       |
| 2015-16   | Delantero        | André-Pierre Gignac | Tigres        |
| 2015-16   | Novato           | César Montes        | Monterrey     |
| 2015-16   | Entrenador       | Antonio Mohamed     | Monterrey     |
| 2015-16   | Campeón de goleo | André-Pierre Gignac | Tigres        |
| 2015-16   | Gol              | Rogelio Funes Mori  | Monterrey     |
| 2015-16   | Atajada          | Nahuel Guzmán       | Tigres        |
| 2015-16   | Equipo Fair Play |                     | UNAM          |
| 2015-16   | Trayectoria      | Jorge Campos        |               |
| 2015-16   | Siente tu Liga   | Laureano Robles     |               |

| Temporada | Categoría              | Ganador          | Club          |
| --------- | ---------------------- | ---------------- | ------------- |
| 2016-17   | Jugador                | Raúl Ruidíaz     | Morelia       |
| 2016-17   | Portero                | Rodolfo Cota     | Guadalajara   |
| 2016-17   | Defensa                | Néstor Araujo    | Santos Laguna |
| 2016-17   | Medio ofensivo         | Edson Puch       | Necaxa        |
| 2016-17   | Medio defensivo        | Guido Rodríguez  | Tijuana       |
| 2016-17   | Delantero              | Raúl Ruidíaz     | Morelia       |
| 2016-17   | Novato                 | Gael Sandoval    | Santos Laguna |
| 2016-17   | Entrenador             | Matías Almeyda   | Guadalajara   |
| 2016-17   | Campeón de goleo       | Raúl Ruidíaz     | Morelia       |
| 2016-17   | Gol                    | Alan Pulido      | Guadalajara   |
| 2016-17   | Responsabilidad social | Rafael Márquez   | Atlas         |
| 2016-17   | 1000 partidos en Liga  | Ricardo Ferretti | Tigres        |
| 2016-17   | Trayectoria            | Ignacio Trelles  |               |
| 2016-17   | Siente tu Liga         | Jaime Ramírez    |               |

| Temporada | Categoría        | Ganador                | Club          |
| --------- | ---------------- | ---------------------- | ------------- |
| 2017-18   | Jugador          | Rubens Sambueza        | Toluca        |
| 2017-18   | Portero          | Marcelo Barovero       | Necaxa        |
| 2017-18   | Defensa          | Hugo Ayala             | Tigres        |
| 2017-18   | Medio ofensivo   | Rubens Sambueza        | Toluca        |
| 2017-18   | Medio defensivo  | José Juan Vázquez      | Santos Laguna |
| 2017-18   | Delantero        | Djaniny Tavares        | Santos Laguna |
| 2017-18   | Novato           | Jonathan González      | Monterrey     |
| 2017-18   | Entrenador       | Robert Siboldi         | Santos Laguna |
| 2017-18   | Campeón de goleo | Mauro Boselli          | León          |
| 2017-18   | Gol              | Amaury Escoto          | Lobos         |
| 2017-18   | Trayectoria      | José Saturnino Cardozo |               |

| Temporada | Categoría                     | Ganador             | Club        |
| --------- | ----------------------------- | ------------------- | ----------- |
| 2018-2019 | Mejor Portero                 | Agustín Marchesín   | América     |
| 2018-2019 | Mejor Defensa                 | Pablo César Aguilar | Cruz Azul   |
| 2018-2019 | Mejor Medio Defensivo         | Guido Rodríguez     | América     |
| 2018-2019 | Mejor Medio Ofensivo          | Ángel Mena          | León        |
| 2018-2019 | Mejor Delantero               | André-Pierre Gignac | Tigres UANL |
| 2018-2019 | Novato del Año                | Sebastián Jurado    | Veracruz    |
| 2018-2019 | Mejor Gol                     | Rogelio Funes Mori  | Monterrey   |
| 2018-2019 | Mejor Director Técnico        | Ignacio Ambriz      | León        |
| 2018-2019 | Mejor Jugador de la Temporada | Guido Rodríguez     | América     |

### 2020-presente
| Temporada | Categoría                     | Ganador              | Club          |
| --------- | ----------------------------- | -------------------- | ------------- |
| 2020-2021 | Mejor Portero                 | José de Jesús Corona | Cruz Azul     |
| 2020-2021 | Mejor Defensa                 | Matheus Doria        | Santos Laguna |
| 2020-2021 | Mejor Lateral                 | Fernando Navarro     | León          |
| 2020-2021 | Mejor Medio Defensivo         | Luis Romo            | Cruz Azul     |
| 2020-2021 | Mejor Medio Ofensivo          | Luis Montes          | León          |
| 2020-2021 | Mejor Delantero               | Jonathan Rodríguez   | Cruz Azul     |
| 2020-2021 | Goleador de la Temporada      | Jonatan Rodríguez    | Cruz Azul     |
| 2020-2021 | Novato del Año                | Víctor Guzmán        | Tijuana       |
| 2020-2021 | Mejor Gol                     | Bryan Mendoza        | UNAM          |
| 2020-2021 | Mejor Director Técnico        | Juan Reynoso         | Cruz Azul     |
| 2020-2021 | Mejor Jugador de la Temporada | Jonathan Rodríguez   | Cruz Azul     |
| 2020-2021 | Trayectoria                   | Antonio Carbajal     |               |

| Temporada | Categoría                                    | Ganador                      | Club                 |
| --------- | -------------------------------------------- | ---------------------------- | -------------------- |
| 2021-2022 | Mejor Portero                                | Camilo Vargas                | Atlas                |
| 2021-2022 | Mejor Defensa                                | Martín Nervo                 | Atlas                |
| 2021-2022 | Mejor Lateral                                | Kevin Álvarez                | Pachuca              |
| 2021-2022 | Mejor Medio Defensivo                        | Aldo Rocha                   | Atlas                |
| 2021-2022 | Mejor Medio Ofensivo                         | Julián Quiñones              | Atlas                |
| 2021-2022 | Mejor Delantero                              | André-Pierre Gignac          | Tigres de la UANL    |
| 2021-2022 | Goleador de la Temporada                     | Germán Berterame             | Atlético de San Luis |
| 2021-2022 | Novato del Año                               | Jordan Carrillo              | Santos Laguna        |
| 2021-2022 | Mejor Gol                                    | Juan Escobar Chena           | Cruz Azul            |
| 2021-2022 | Mejor Director Técnico                       | Diego Cocca                  | Atlas                |
| 2021-2022 | Mejor Jugador de la Temporada                | Camilo Vargas                | Atlas                |
| 2021-2022 | Trayectoria                                  | Enrique Bermúdez de la Serna |                      |
| 2021-2022 | Mejor jugador de la Liga de Expansión MX     | Humberto Hernández           | Atlante              |
| 2021-2022 | Mejor jugadora de la Liga Femenil MX         | Alicia Cervantes             | Guadalajara          |
| 2021-2022 | Mejor director técnico de la Liga Femenil MX | Eva Espejo                   | Monterrey            |
| 2021-2022 | Mejor jugadora joven de la Liga Femenil MX   | Aylín Aviléz Peña            | Monterrey            |
| 2021-2022 | Mejor goleadora de la Liga Femenil MX        | Alicia Cervantes             | Guadalajara          |

| Temporada | Categoría                                    | Ganador               | Club              |
| --------- | -------------------------------------------- | --------------------- | ----------------- |
| 2022-2023 | Mejor Portero                                | Nahuel Guzmán         | Tigres de la UANL |
| 2022-2023 | Mejor Defensa central                        | Víctor Guzmán Olmedo  | Monterrey         |
| 2022-2023 | Mejor Defensa Lateral                        | Kevin Álvarez         | Pachuca           |
| 2022-2023 | Mejor Medio Defensivo                        | Luis Gerardo Chávez   | Pachuca           |
| 2022-2023 | Mejor Medio Ofensivo                         | Diego Valdés          | Club América      |
| 2022-2023 | Mejor Delantero                              | Henry Martín          | Club América      |
| 2022-2023 | Goleador de la Temporada                     | Henry Martín          | Club América      |
| 2022-2023 | Novato del Año                               | Emilio Lara Contreras | Club América      |
| 2022-2023 | Mejor Gol                                    | André-Pierre Gignac   | Tigres de la UANL |
| 2022-2023 | Mejor Director Técnico                       | Guillermo Almada      | Pachuca           |
| 2022-2023 | Mejor Jugador de la Temporada                | Henry Martín          | Club América      |
| 2022-2023 | Mejor jugador de la Liga de Expansión MX     | Ricardo Marín         | Celaya            |
| 2022-2023 | Mejor jugadora de la Liga Femenil MX         | Charlyn Corral        | Pachuca           |
| 2022-2023 | Mejor director técnico de la Liga Femenil MX | Milagros Martínez     | FC Juárez         |
| 2022-2023 | Mejor jugadora joven de la Liga Femenil MX   | Alice Soto            | Pachuca           |
| 2022-2023 | Mejor goleadora de la Liga Femenil MX        | Charlyn Corral        | Pachuca           |

| Temporada | Categoría                                    | Ganador                  | Club                   |
| --------- | -------------------------------------------- | ------------------------ | ---------------------- |
| 2023-2024 | Mejor Portero                                | Luis Malagón             | Club América           |
| 2023-2024 | Mejor Defensa central                        | Guido Pizarro            | Tigres de la UANL      |
| 2023-2024 | Mejor Defensa Lateral                        | Jesús Angulo             | Tigres de la UANL      |
| 2023-2024 | Mejor Medio Defensivo                        | Jonathan Dos Santos      | Club América           |
| 2023-2024 | Mejor Medio Ofensivo                         | Juan Brunetta            | Tigres de la UANL      |
| 2023-2024 | Mejor Delantero                              | Salomón Rondón           | Club de Fútbol Pachuca |
| 2023-2024 | Goleador de la Temporada                     | Guillermo Martínez Ayala | UNAM                   |
| 2023-2024 | Novato del Año                               | Yael Padilla Sandoval    | Guadalajara            |
| 2023-2024 | Mejor Gol                                    | Javairô Dilrosun         | Club América           |
| 2023-2024 | Mejor Director Técnico                       | André Jardine            | Club América           |
| 2023-2024 | Mejor Jugador de la Temporada                | Juan Brunetta            | Tigres de la UANL      |
| 2023-2024 | Mejor jugador de la Liga de Expansión MX     | Edson Rivera             | U de G                 |
| 2023-2024 | Mejor jugadora de la Liga Femenil MX         | Charlyn Corral           | Pachuca                |
| 2023-2024 | Mejor director técnico de la Liga Femenil MX | Amelia Valverde          | Monterrey              |
| 2023-2024 | Mejor portera de la Liga Femenil MX          | Esthefanny Barreras      | Pachuca                |

| Temporada | Categoría                                    | Ganador             | Club         |
| --------- | -------------------------------------------- | ------------------- | ------------ |
| 2024-2025 | Mejor Portero                                | Kevin Mier          | Cruz Azul    |
| 2024-2025 | Mejor Defensa central                        | Willer Ditta        | Cruz Azul    |
| 2024-2025 | Mejor Defensa Lateral                        | Jesús Gallardo      | Toluca       |
| 2024-2025 | Mejor Medio Defensivo                        | Agustín Palavecino  | Necaxa       |
| 2024-2025 | Mejor Medio Ofensivo                         | Alexis Vega         | Toluca       |
| 2024-2025 | Mejor Delantero                              | Paulinho            | Toluca       |
| 2024-2025 | Goleador de la Temporada                     | Paulinho            | Toluca       |
| 2024-2025 | Novato del Año                               | Hugo Camberos       | Guadalajara  |
| 2024-2025 | Mejor Gol                                    | Alexis Vega         | Toluca       |
| 2024-2025 | Mejor Director Técnico                       | André Jardine       | Club América |
| 2024-2025 | Mejor Jugador de la Temporada                | Paulinho            | Toluca       |
| 2024-2025 | Mejor jugador de la Liga de Expansión MX     | Alberto Ocejo       | U de G       |
| 2024-2025 | Mejor jugadora de la Liga Femenil MX         | Charlyn Corral      | Pachuca      |
| 2024-2025 | Mejor director técnico de la Liga Femenil MX | Óscar Torres        | Pachuca      |
| 2024-2025 | Mejor portera de la Liga Femenil MX          | Esthefanny Barreras | Pachuca      |

## Estadísticas del Balón de Oro al mejor jugador

### Palmarés individual de los futbolistas
| Jugador               | Total | Año(s)                                  |
| --------------------- | ----- | --------------------------------------- |
| Cabinho               | 3     | 1976-77, 1977-78, 1980-81               |
| Fabián Estay          | 3     | Invierno 1997, Verano 1998, Verano 1999 |
| Cuauhtémoc Blanco     | 3     | Invierno 1998, 2004-05, Clausura 2007   |
| Luis García           | 2     | 1990-91, 1991-92                        |
| Jared Borgetti        | 2     | Invierno 2000, Verano 2001              |
| Oswaldo Sánchez       | 2     | 2003-04, Apertura 2005                  |
| Sinha                 | 2     | Apertura 2008, Bicentenario 2010        |
| Humberto Suazo        | 2     | Apertura 2009, Apertura 2010            |
| Lucas Lobos           | 2     | Clausura 2011, Apertura 2011            |
| Ítalo Estupiñán       | 1     | 1974-75                                 |
| Rafael Chávez         | 1     | 1975-76                                 |
| Hugo Sánchez          | 1     | 1978-79                                 |
| Miguel Marín          | 1     | 1979-80                                 |
| Gerónimo Barbadillo   | 1     | 1981-82                                 |
| Cristóbal Ortega      | 1     | 1982-83                                 |
| Héctor Zelada         | 1     | 1983-84                                 |
| Manuel Negrete        | 1     | 1984-85                                 |
| Benjamín Galindo      | 1     | 1986-87                                 |
| Antônio Carlos Santos | 1     | 1987-88                                 |
| Patricio Hernández    | 1     | 1988-89                                 |
| Jorge Aravena         | 1     | 1989-90                                 |
| Ivo Basay             | 1     | 1992-93                                 |
| Osmar Donizete        | 1     | 1993-94                                 |
| Carlos Hermosillo     | 1     | 1994-95                                 |
| Álex Aguinaga         | 1     | 1995-96                                 |
| Alberto Coyote        | 1     | 1996-97                                 |
| Jesús Olalde          | 1     | Invierno 1999                           |
| Víctor Ruiz           | 1     | Verano 2000                             |
| José Cardozo          | 1     | Apertura 2002                           |
| Guillermo Franco      | 1     | Clausura 2003                           |
| Walter Gaitán         | 1     | Clausura 2006                           |
| Vicente Sánchez       | 1     | Apertura 2006                           |
| Daniel Ludueña        | 1     | Apertura 2007                           |
| Christian Benítez     | 1     | Clausura 2008                           |
| Christian Giménez     | 1     | Clausura 2009                           |
| Oribe Peralta         | 1     | Clausura 2012                           |
| André-Pierre Gignac   | 1     | 2015-16                                 |
| Raúl Ruidíaz          | 1     | 2016-17                                 |
| Rubens Sambueza       | 1     | 2017-18                                 |
| Guido Rodríguez       | 1     | 2018-19                                 |
| Jonathan Rodríguez    | 1     | 2020-21                                 |
| Henry Martín          | 1     | 2022-23                                 |
| Juan Brunetta         | 1     | 2023-24                                 |
| Paulinho              | 1     | 2024-25                                 |

### Palmarés según el país
| Nacionalidad | Total | Jugador(es) |
| ------------ | ----- | ----------- |
| México       | 22    | 16          |
| Argentina    | 12    | 11          |
| Chile        | 7     | 4           |
| Brasil       | 5     | 3           |
| Ecuador      | 3     | 3           |
| Perú         | 2     | 2           |
| Uruguay      | 2     | 2           |
| Paraguay     | 1     | 1           |
| Francia      | 1     | 1           |
| Colombia     | 1     | 1           |
| Portugal     | 1     | 1           |

### Palmarés por clubes
| Club              | Total | Jugador(es) |
| ----------------- | ----- | ----------- |
| Toluca            | 11    | 8           |
| América           | 8     | 6           |
| UNAM              | 7     | 5           |
| Tigres UANL       | 6     | 5           |
| Santos Laguna     | 5     | 4           |
| Guadalajara       | 4     | 3           |
| Cruz Azul         | 4     | 4           |
| Monterrey         | 3     | 2           |
| Necaxa            | 2     | 2           |
| León              | 1     | 1           |
| Atlante           | 1     | 1           |
| Puebla            | 1     | 1           |
| Estudiantes Tecos | 1     | 1           |
| Pachuca           | 1     | 1           |
| Morelia           | 1     | 1           |